# Manuel Romero Sáenz

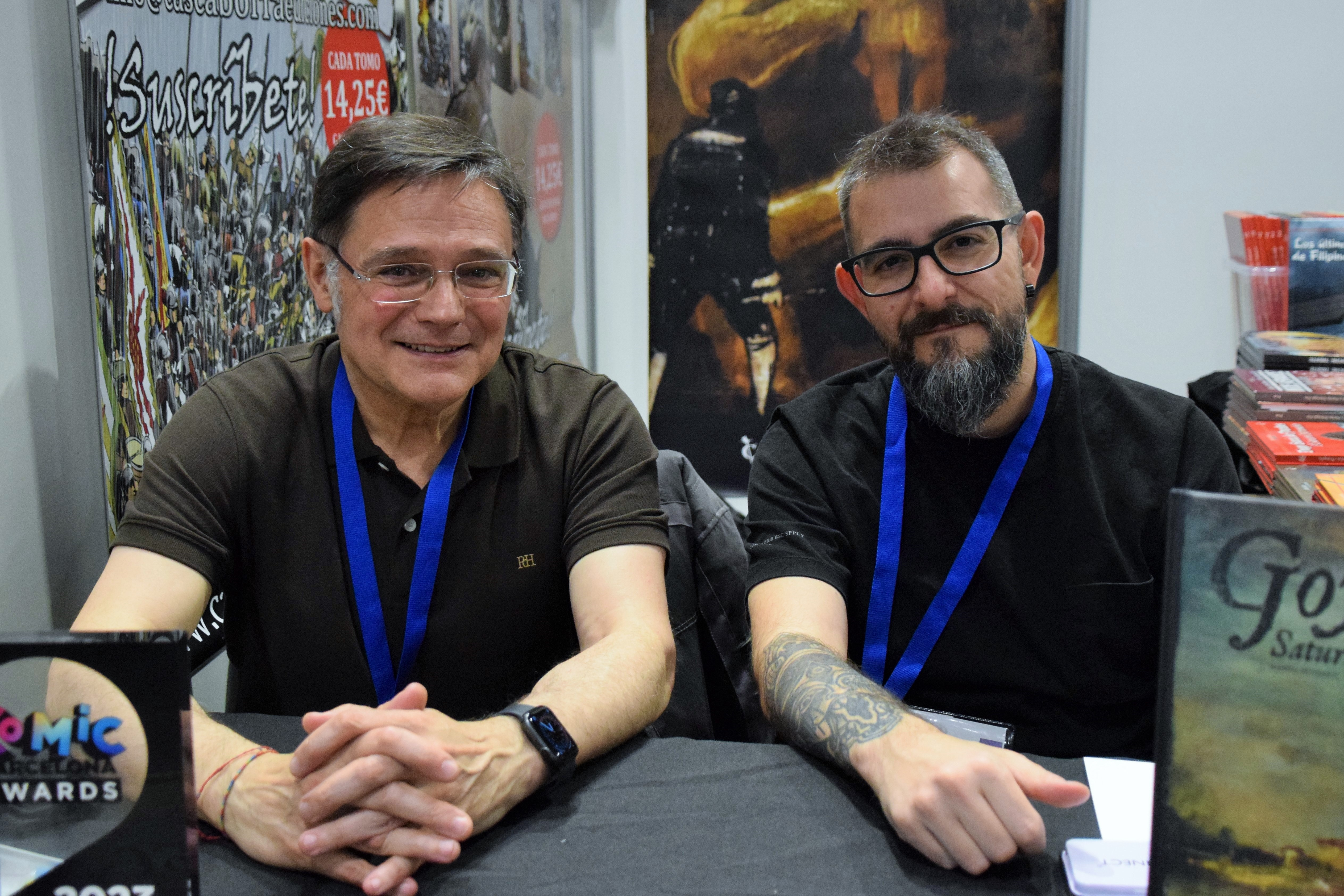
Manuel Romero i Manu Gutiérrez al 41 Comic Barcelona (2023).

Manuel Romero Sáenz (Ribafrecha, La Rioja, 1964) és un pintor i il·lustrador espanyol. Es va donar a conèixer el 2023 pel còmic Goya Saturnalia, una obra molt lloada per la crítica i receptora de múltiples premis i reconeixements.
És llicenciat en Belles Arts per la Universitat Complutense de Madrid i membre de l'Associació Professional d'I·lustradors de Madrid.
Professionalment s'ha dedicat a la il·lustració de molts contes infantils i treballat per l'agència de publicitat JWT. També, és col·laborador habitual del diari La Rioja.
A l'abril de 2022 va publicar el seu primer treball professional en el camp del còmic per a adults, titulat Goya Saturnalia. Amb guió de l'autor Manuel Gutiérrez, el còmic tracta sobre l'estada del pintor Goya a la seva finca Quinta del Sordo, a la qual s'hi retira amb 73 anys, i en les parets de la qual hi va deixar gravades les seves famoses pintures negres. El còmic va rebre múltiples premis i recompenses. Entre d'altres, va obtenir una nominació doble tan als premis concedits per l'Associació de Crítics i Divulgadors de Còmic d'Espanya (ACDCómic), com als premis atorgats pel Saló Internacional del Còmic de Barcelona.
El 2020 va publicar la novel·la gràfica Los perros de Auschwitz, la qual anteriorment havia anat compartint mitjançant el seu perfil de Facebook durant la pandemia de Covid-19.

## Tècnica i estil
Les il·lustracions de Romero en els llibres infantils han estat lloades per la crítrica per tenir «una tècnica depurada i personatges amb colors ben definits», producte de molts anys d'experiència com a dibuixant i pintor. En canvi, pel que fa al seu treball de premsa i novel·la gràfica, «el seu dibuix es torna més expressionista i amb més taques de color». Pel que fa a la seva tècnica, combina mètodes tradicionals com el grafit, les aqüarel·les o el llapis, amb tècniques modernes com el dibuix digital.

## Premis i reconeixements
- 2023 - Premi a la Millor Obra Nacional de 2022 entregat per l'Asociación de Críticos y Divulgadores de Cómic de España (ACDCómic), per Goya Saturnalia.[7][8]
- 2023 - Premi al Millor Autor Emergent de 2022 entregat per l’Asociación de Críticos y Divulgadores de Cómic de España (ACDCómic), per Goya Saturnalia.
- 2023 - Premi al Millor Còmic Nacional de l'Any entregat pel Saló del Còmic de València per Goya Saturnalia.[9]
- 2023 - Premi a l'autor revelació del 41 Comic Barcelona, per Goya Saturnalia.[10]
- 2023 - Nominació al Premi a la millor obra del 41 Comic Barcelona, per Goya Saturnalia.[1]
- 2023 - Premi al Millor Àlbum Nacional de 2022 del Festival de Còmic Splash, per Goya Saturnalia.[11]

## Obra
- Goya. Saturnalia (en castellà).  Cascaborra, 2022, p. 136. ISBN 9788409393206.